# Mohamed Hkiri
Mohamed Yassine Hkiri (ar. محمد ياسين الحكيري;ur. 1 września 2003) – tunezyjski zapaśnik walczący w obu stylach.
Srebrny medalista igrzysk panarabskich w 2023. Piąty na mistrzostwach Afryki w 2023. Brązowy medalista mistrzostw arabskich w 2023. Mistrz Afryki juniorów w 2023 roku.